# Philipp Schaufelberger

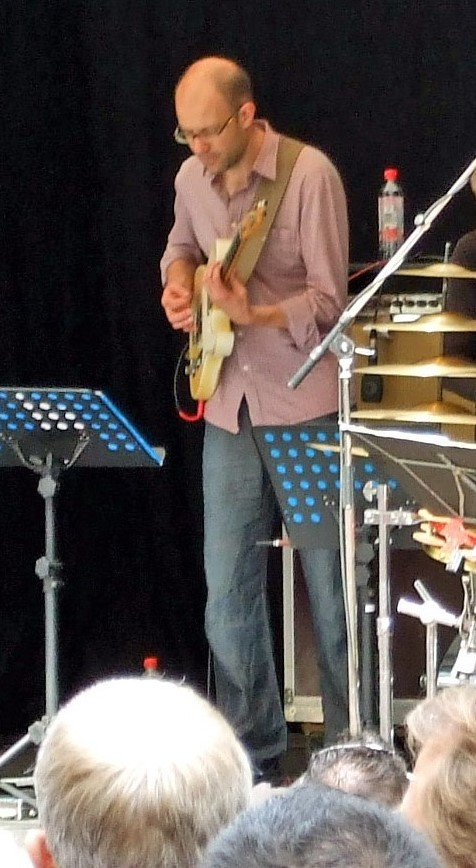
Philipp Schaufelberger (2007)

Philipp Schaufelberger (* 30. August 1970 in Göttingen) ist ein Schweizer Jazzgitarrist und Komponist.

## Leben und Wirken
Schaufelberger erhielt klassischen Gitarrenunterricht und studierte an der Jazz-Abteilung der Musikhochschule Luzern, wo er 1995 mit dem Diplom abschloss. Er war bereits während seines Studiums in unterschiedlichen Formationen im Bereich Jazz und verwandter Musikrichtungen tätig, so in Giancarlo Nicolai's Gitarrenorchester, „ZAP“ (mit Hans Feigenwinter, Bänz Oester und Kaspar Rast), „Boxer“ (mit Mich Gerber und Fabian Kuratli) und konzertierte mit Kenny Wheelers Banff Jazz Orchestra auch in Kanada. 1994 wurde er Mitglied des Quartetts von Harald Haerter, mit dem er zwischen 1994 und 1999 zahlreiche Festivals, Europa- und USA-Tourneen (auch mit Dewey Redman) absolvierte. Seit 1993 arbeitete er mit Daniel Mouthon zusammen (z. B. „Säugers Flug“ und „Air à l'enverre“, eine multimediale Oper zusammen mit dem ensemble für neue musik zürich).
In verschiedenen Formationen von Pierre Favre spielt er seit 1998 (Singing Drums, Pierre Favre Ensemble, The Bridge mit Bänz Oester, in den letzten verstärkt auch im Duo, Fleuve, 2006). Mehrfach war er weiterhin mit Michael Brecker auf Tournee, 2003 auch mit dem Trio von Paul Motian. Seit 2000 gehört er neben Nils Wogram zum Kern von Lucas Nigglis „Zoom“, das auch um Musiker wie Barry Guy, Peter Herbert oder Claudio Puntin erweitert wird und seit 2002 auf internationalen Festivals gastiert. Weiterhin arbeitete er mit Jürg Halter zusammen sowie mit The Wolfpack. In einer erweiterten Version von Michael Jaegers Band Kerouac spielt er ebenso wie Greg Osby.
Schaufelberger war auch an zahlreichen Hörspielarbeiten für Schweizer und deutsche Sender beteiligt. 2008 verfasste er mit Jörg Köppl das Hörspiel „Das weisse Lauschen“, wo er sich mit den Inhalten des Basler Geräuscharchivs auseinandersetzte.
Seine Sendung The Fizrok Show ist alle zwei Monate auf Radio LoRa zu hören.

## Diskographie
- Harald Haerter/Dewey Redman Quintet Mostly Live, Enja 1997
- Bänz Oester Quintet Max, ammoniac music 1999
- Lucas Nigglis Zoom Spawn of Speed, Intakt  2001
- Schaufelberger/Mouthon/Bärtsch measured & detale, stv/am 2003
- Pierre Favre Ensemble Fleuve, ECM 2006
- Lucas Nigglis Zoom meets ARTE Quartett Crash Cruise, Intakt 2008

## Schriften
- DRS 4, Kunstradioprojekt, Sammelband Nachtschichten, edition fink 2008
- rhythms, aphorisms and floating on, CD-Beilage der Zeitschrift 31, Zürich 2002